# Liên đoàn bóng đá Guiné-Bissau
Liên đoàn bóng đá Guiné-Bissau (Federação de Futebol da Guiné-Bissau) là tổ chức quản lý, điều hành các hoạt động bóng đá ở Guiné-Bissau. Liên đoàn quản lý đội tuyển bóng đá quốc gia Guiné-Bissau, tổ chức các giải bóng đá như vô địch quốc gia và cúp quốc gia. Liên đoàn bóng đá Guiné-Bissau gia nhập FIFA và CAF cùng năm 1986.